# جایزه بزرگ کانادا ۱۹۷۷
جایزه بزرگ کانادا ۱۹۷۷ (انگلیسی: ‎1977 Canadian Grand Prix‎) یک مسابقهٔ موتوری در رشتهٔ اتومبیل‌رانی فرمول یک بود که در تاریخ ۹ اکتبر ۱۹۷۷ در موسپورت پارک واقع در بومن‌ویل، انتاریو، کانادا برگزار شد. این گراند پری در میان ۱۷ گراند پری در فصل ۱۹۷۷، مسابقهٔ شمارهٔ ۱۶ بود.
در این مسابقه که در ۸۰ دور و به مسافت ۳۱۶٫۵۶ کیلومتر (۱۹۶٫۷۰۱ مایل) برگزار شد، پول پوزیشن توسط ماریو اندرتی کسب شد و سریع‌ترین زمان برای طی یک دور پیست که برابر با ۱:۱۳٫۲۹۹ بود نیز توسط ماریو اندرتی به ثبت رسید.
جودی شکتر از تیم ولف-فورد، پاتریک دیپلر از تیم تایرل-فورد و یوخن ماس از تیم مک‌لارن-فورد به‌ترتیب مقام‌های اول تا سوم مسابقه را کسب کردند.

## رده‌بندی قهرمانی پس از مسابقه
| جایگاه | راننده        | امتیاز |
| ------ | ------------- | ------ |
| ۱      | نیکی لائودا   | ۷۲     |
| ۲      | جودی شکتر     | ۵۵     |
| ۳      | ماریو اندرتی  | ۴۷     |
| ۴      | کارلوس روتمان | ۳۶     |
| ۵      | جیمز هانت     | ۳۱     |
| منبع:  |               |        |

| جایگاه | سازنده            | امتیاز  |
| ------ | ----------------- | ------- |
| ۱      | فراری             | ۸۹ (۹۱) |
| ۲      | لوتوس-فورد        | ۶۲      |
| ۳      | ولف-فورد          | ۵۵      |
| ۴      | مک‌لارن-فورد       | ۵۱      |
| ۵      | برابام-آلفا رومئو | ۲۷      |
| منبع:  |                   |         |

یادداشت
- تنها پنج جایگاه نخست از هر رده‌بندی نمایش داده شده است.